# Předsádková čočka

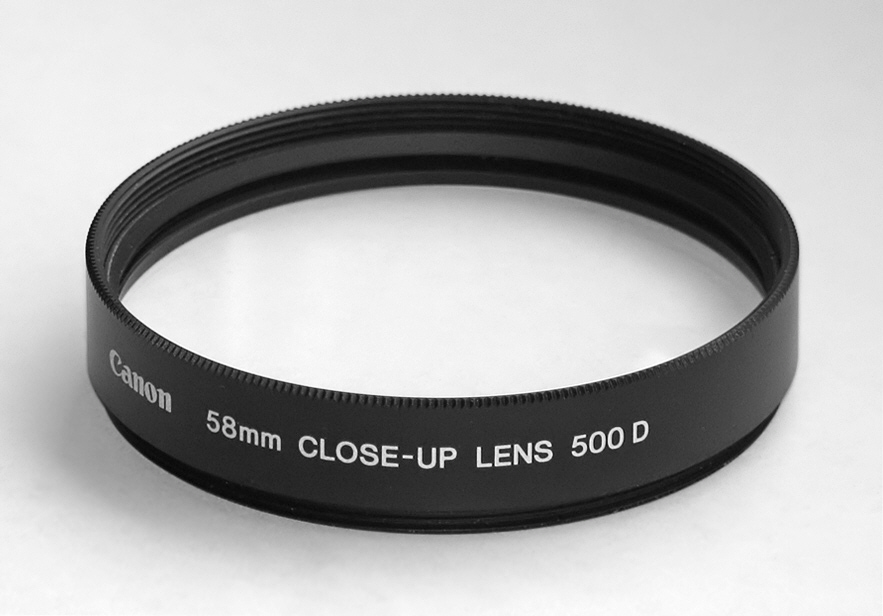
Makropředsádka Canon 500 D s optickou mohutností +2 dioptrie, použitelná do objímky s průměrem 58 mm

Předsádková čočka (jinak též nepřesně předsádka, předsádkový objektiv či konvertor) je spojná čočka, umístěná v objímce fotografického filtru. Nasazuje se na filtrový závit objektivu fotoaparátu.
Dělí se na telepředsádku, širokoúhlou předsádku a makropředsádku:
- Telepředsádka má za úkol zvětšit násobek ohniskového čísla a tím jednoduše zvětšit optické přiblížení (zoom).
- Širokoúhlá předsádka má za úkol rozšířit pohled, to však za cenu zkreslení ve středu a rozích (existují i výjimky bez zkreslení).
- Makropředsádka slouží ke zkrácení minimální vzdálenosti k zaostření např. min. vzdálenost 2 metry může snížit na cca 55 cm.